# Subaru Leone
La Subaru Leone è stata prodotta dal 1971 al 1994 dalla Subaru. È stato il modello di punta della casa automobilistica giapponese fino al 1989 ed è stata una delle sue prime auto esportate poiché la R-2, la Vivio, la Sambar e la 360 erano Keicar diffuse solo in Giappone. Spesso è chiamata Subaru GL o Subaru L-Series.

## Prima serie

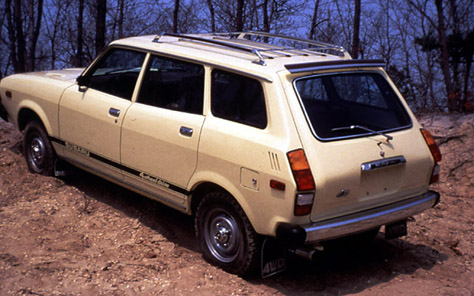
La versione SW

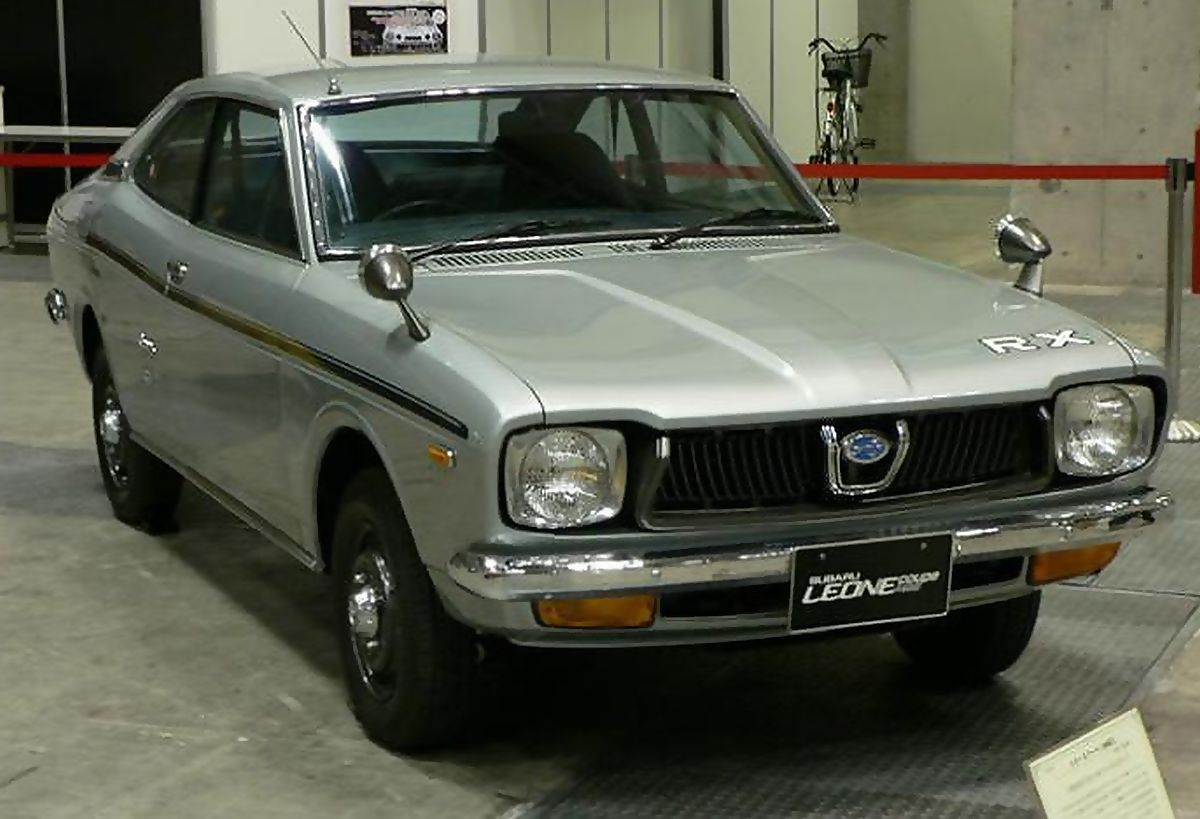
La versione coupé

La prima versione è stata distribuita nel 1971 come coupé a trazione anteriore ed è stata seguita dalla versione berlina all'inizio dell'anno seguente. Al momento della sua presentazione era la Subaru più grande tra quelle in produzione.
Fu presentata durante le Olimpiadi invernali del 1972 a Sapporo, per sottolineare la sua affidabilità anche con clima avverso.
Nel settembre del 1972 venne presentata la versione station wagon dotata di trazione integrale, una delle prime vetture di serie ad essere equipaggiata di tale sistema, fino ad allora riservata ai fuoristrada. Venne introdotta la tradizione tipica delle Subaru di avere i finestrini laterali senza cornice, tradizione durata fino alla fine della produzione della Subaru Outback terza serie.
Nel 1973 entrò in produzione una versione hard-top con carrozzeria diversa dalla versione coupé e nel 1975 venne resa disponibile la trazione integrale anche sulla versione berlina.
L'impianto frenante prevedeva inizialmente 4 freni a tamburo, in seguito quelli anteriori sono stati sostituiti da freni a disco su tutte le versioni e da quattro dischi sulle versioni coupé. La Leone 1400 RX fu così una delle prime auto giapponesi a montare 4 freni a disco. Curiosamente il freno di stazionamento agiva sulle ruote anteriori.
Le trasmissioni disponibili erano cambi manuali a 4 e a 5 rapporti e un cambio automatico a tre rapporti disponibile dal 1975.
Nel 1977 fu sottoposta ad un restyling che interessò soprattutto gli interni e che la rese più moderna; la meccanica è rimasta praticamente invariata salvo un allargamento di 40 mm della carreggiata posteriore. Fu lanciata sul mercato anche la versione pick-up della Leone, denominata BRAT.
Da questa serie la Leone, oltre a essere prodotta in Giappone è stata resa disponibile in CKD dall'importatore neozelandese

### Motorizzazioni prima serie
Fu venduta inizialmente con un propulsore boxer 4 cilindri da 1,2 o 1,4 l con un singolo albero a camme e alimentato a carburatori; sul mercato interno giapponese è stato per breve tempo disponibile anche il motore da 1100 cm³ preso dalla Subaru 1000. A causa delle nuove norme antinquinamento il motore 1,2 è uscito di produzione nel 1975 (salvo che sul mercato interno giapponese) e la versione da 1,4 fu rimpiazzata con una versione da 1,6 l'anno successivo.

## Seconda serie

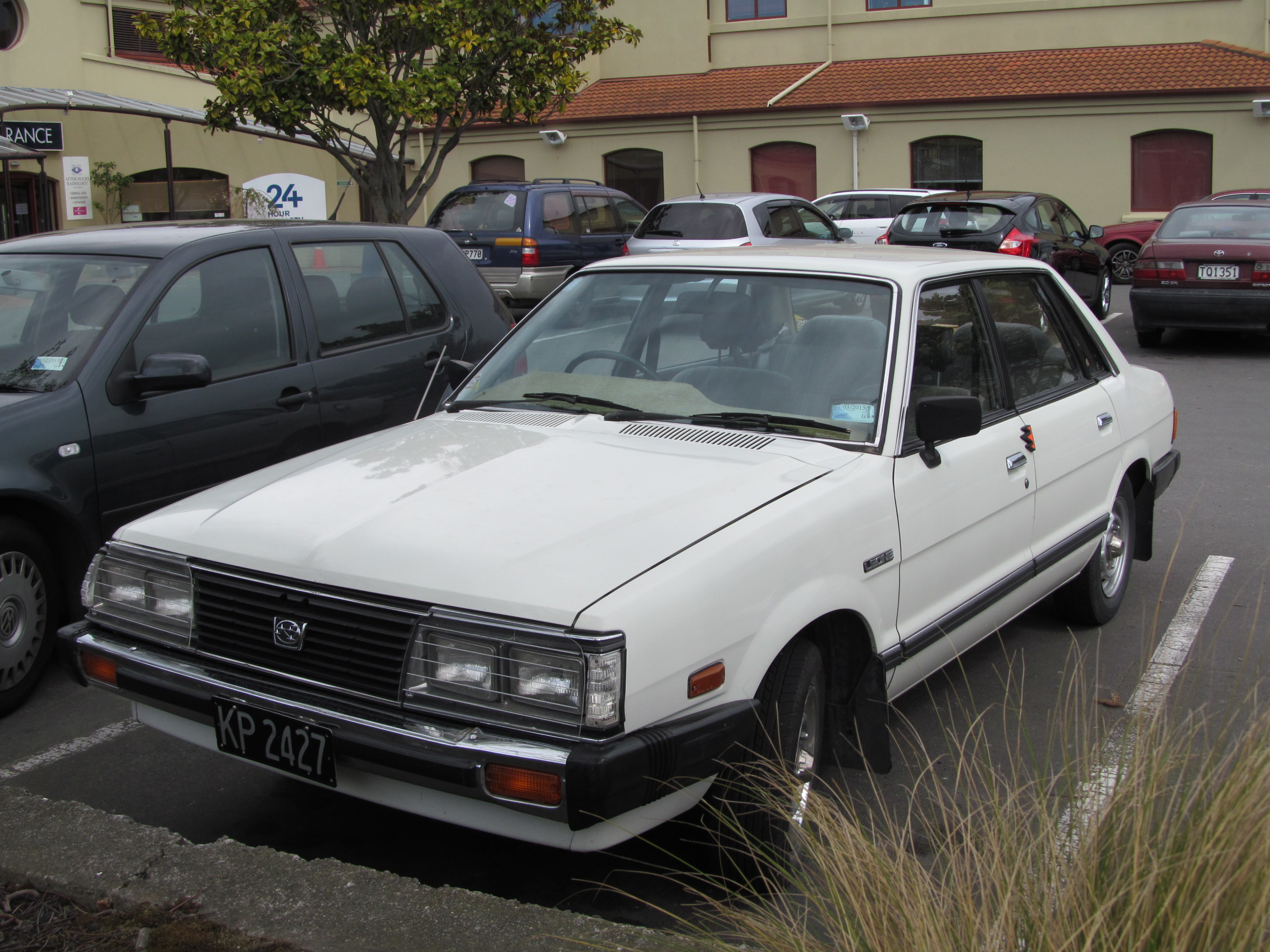
La Leone seconda serie

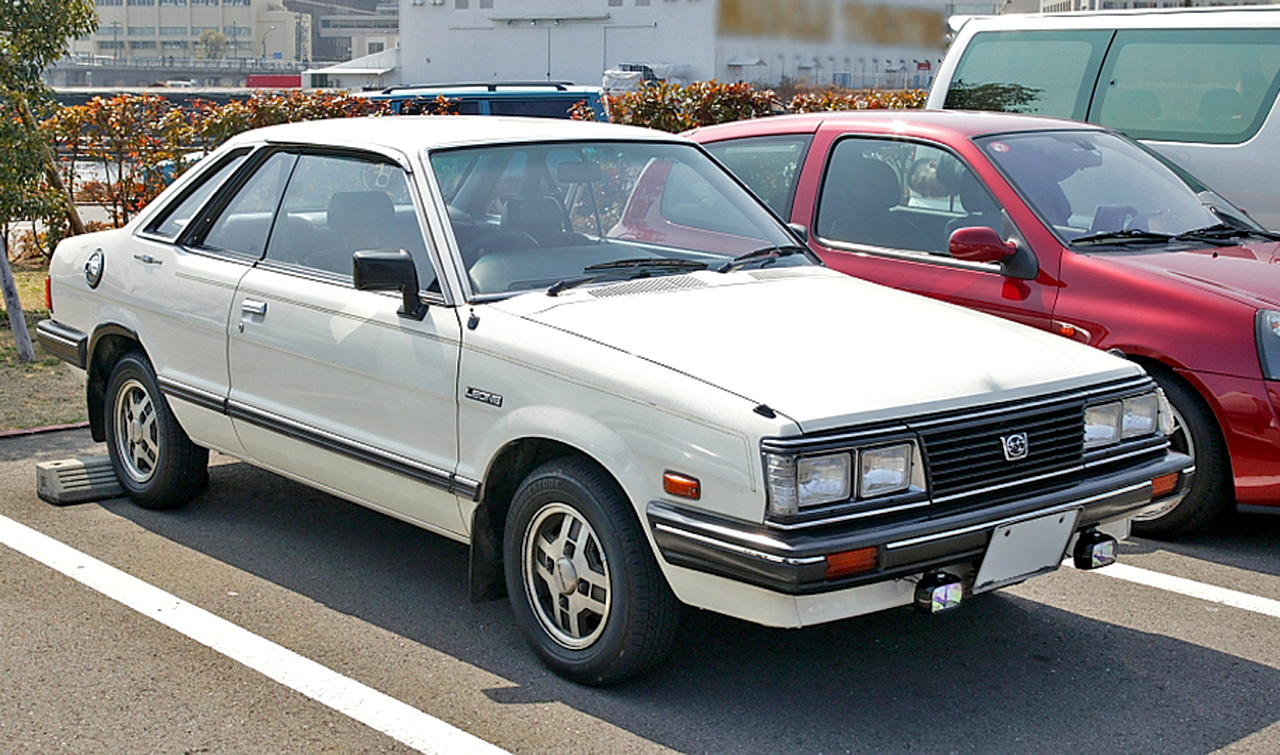
La versione coupé

La seconda serie fu commercializzata dal 1979 come "model year" 1980. Le versioni disponibili erano: una coupé due porte, una berlina quattro porte, una station wagon ed una hatchback tre porte.
La versione di punta della gamma, la 1800 GTS, è stata la prima Subaru con aria condizionata, alzacristalli elettrici e servosterzo. La produzione della Leone seconda serie terminò nel 1985, ma la versione station wagon fu venduta fino al 1989.

### Motorizzazioni seconda serie
Oltre alla versione 1,6 ereditata dalla prima versione, alla gamma di motori fu aggiunto un 1,8 aspirato dal 1980. Su alcuni modelli, dalla fine del 1983, era disponibile anche un propulsore turbocompressore a iniezione per ridurre il consumo di benzina e le emissioni.

## Terza serie

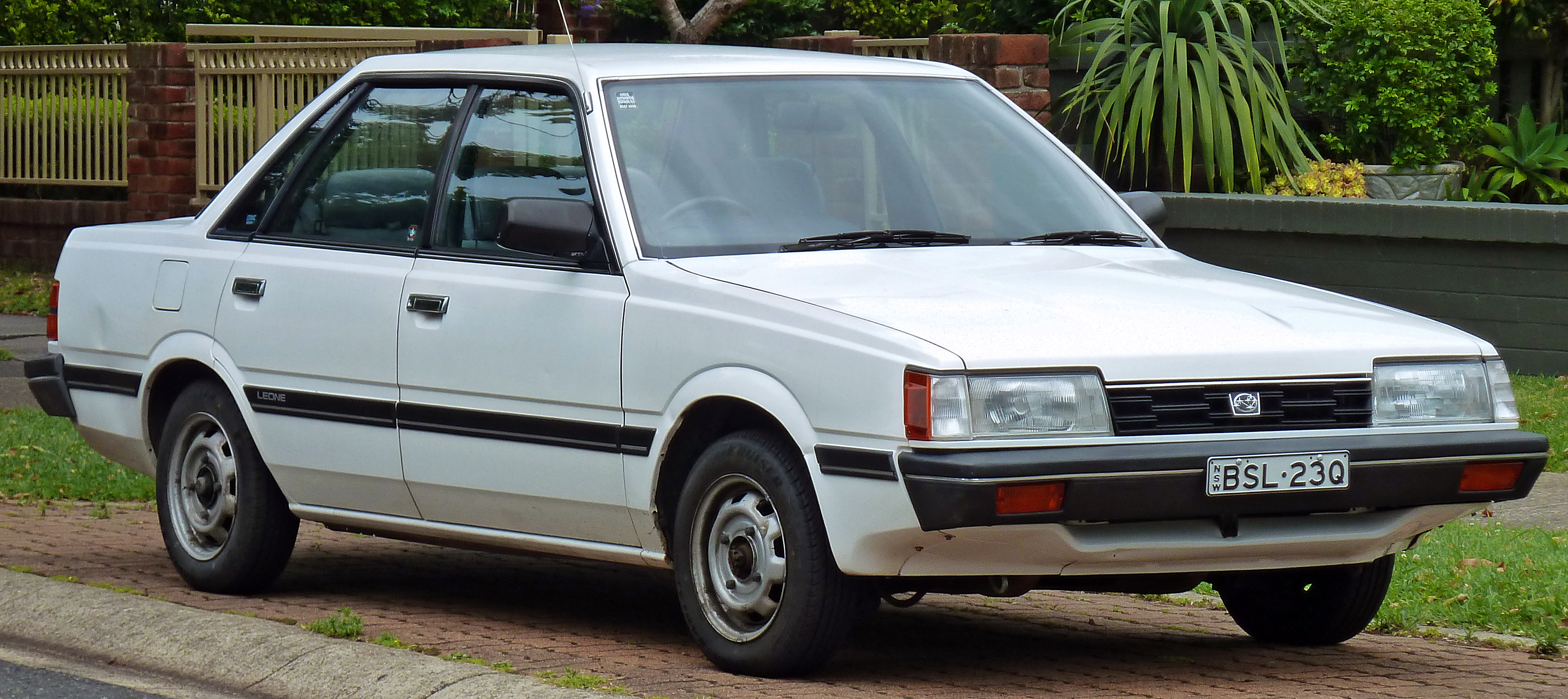
La Subaru Leone terza serie

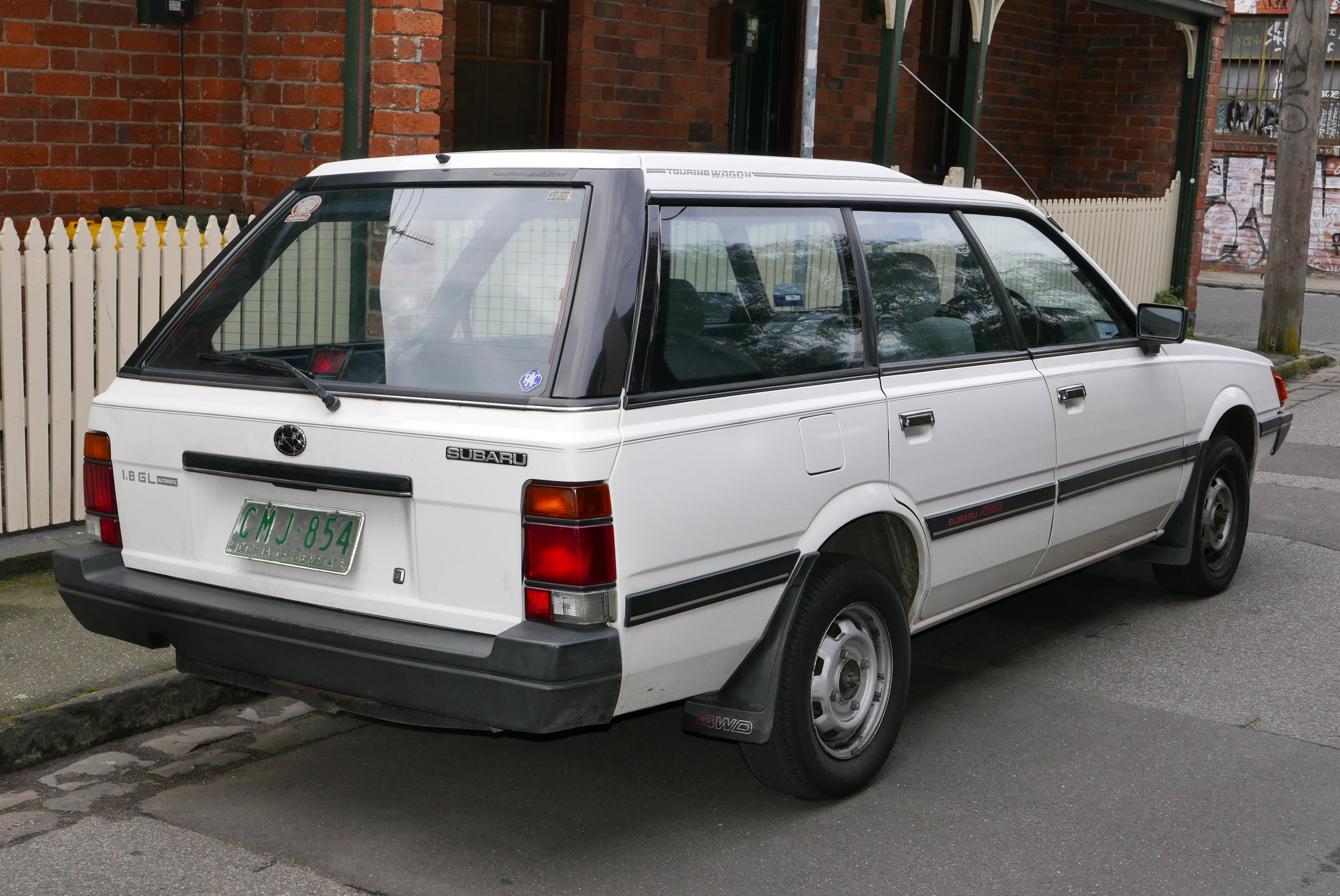
La versione station wagon

La Subaru Leone terza serie fu l'ultima serie prodotta. Era chiamata anche Subaru DL, Subaru Loyale (in Cile), Subaru Omega (in Nuova Zelanda), Subaru L-series (in Europa), Subaru GL10, Subaru RX, Isuzu Geminett II, quest'ultima disponibile solo come station wagon.
Era disponibile come berlina tre o quattro porte e come station wagon. Tutte le versioni con cambio manuale erano disponibili con la trazione integrale inseribile manualmente, cambio a cinque marce + RM e cinque marce ridotte + RM. Era anche disponibile una versione station wagon 1.8 turbo con cambio automatico a tre rapporti + RM. La versione più rara fu la RX, della quale furono venduti solo 2500 esemplari, di cui pochissimi sono ancora funzionanti.
La popolarità della Leone calò quando cominciò la produzione della Subaru Legacy e crollò definitivamente all'arrivo della Subaru Impreza nel 1994.

### Motorizzazioni terza serie
I motori di questa serie erano un 1.3 DL, un 1.6 DL, un 1.8, e un 1.8 DL. Il motore 1.3 era disponibile in pochi mercati, negli Stati Uniti era venduto solo il 1.8.

## La Leone nel Campionato del mondo rally
Il Subaru Rally Team giapponese guidato da Noriyuki Koseki (fondatore del reparto corse Subaru STI), partecipò con una Leone berlina turbo RX ed una DL al Campionato del mondo rally tra il 1980 e il 1989.
Occasionalmente è stata portata in gara anche da Ari Vatanen, Per Eklund, Shekhar Mehta e altri.